# Matrículas automovilísticas de Noruega

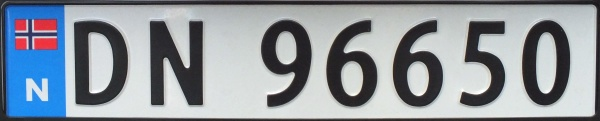
Formato actual de matrícula con el código DN de Oslo.

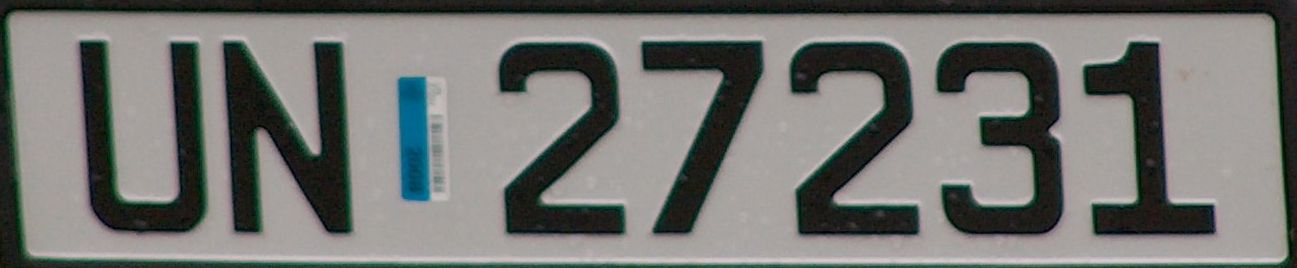
Tipografía utilizada entre 2002 y 2006.

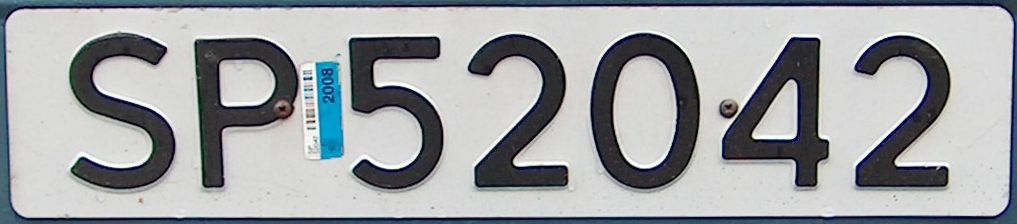
Tipografía "Traffikkalfabetet" utilizada entre 1971 y 2001.

Las placas de matrícula de los vehículos de Noruega siguen un sistema alfanumérico formado por dos letras y cuatro o cinco cifras (por ejemplo, AB 12345) introducido en 1971, en el que las dos letras indican la procedencia del vehículo.
El formato y la tipografía, llamada "Traffikkalfabetet", se mantuvo inalterable hasta 2002, cuando el Ministerio de Transporte y Comunicaciones estandarizó el tamaño de los caracteres y cambió la tipografía a una más cuadrada. Sin embargo, esta nueva tipografía no tuvo éxito debido de a los problemas de legibilidad por parte de las cámaras OCR de la policía y de los peajes (por ejemplo, las letras A y R eran a menudo difíciles de distinguir). En 2006 se escogió la tipografía Myriad de Adobe Systems para mejorar la legibilidad, y además se añadió un espacio en la placa para añadir a la izquierda la banda azul del formato de matrículas de la UE con medidas 510 mm × 110 mm que incluye el código del país, N, y la bandera nacional. Desde 2009 se vuelven a fabricar en aluminio.
Las letras Æ, Ø, y Å propias del alfabeto noruego no se utilizan. Tampoco se emplean las letras A, G, I,  M, O, Q y W excepto en las combinaciones GA, AW, UG, ZW y RW.

## Codificación
La siguiente tabla muestra la relación entre el municipio de procedencia y el código de letras que lo representa.
| Municipio      | Provincia        | Códigos |
| -------------- | ---------------- | --- |
| Halden         | Østfold          | AA, AB, AC |
| Fredrikstad    | Østfold          | AD, AE, AF, AH, AR, AS, AT, AU, AV, AW |
| Moss           | Østfold          | AX, AY, AZ, BA, BB, FN |
| Mysen          | Østfold          | AJ, AK, AL, AN, AP, BW |
| Oslo           | Oslo             | DA, DB, DC, DD, DE, DF, DH, DJ, DK, DL, DN, DP, DR, DS, DT, DU, DV, DX, DY, DZ EA, EB, EC, ED, EE, EF, EH, EJ, EK, EN, EP, ER, ES, ET, EU, EV, EX, EY, EZ, FA, FB |
| Asker og Bærum | Akershus         | BL, BN, BP, BR, BS, BT, BU, BV, BX, BY, BZ, CA, CB |
| Follo          | Akershus         | BC, BD, BE, BF, BH, BJ, BK |
| Jessheim       | Akershus         | CV, CX, CY, CZ |
| Lillestrøm     | Akershus         | CC, CE, CF, CH, CJ, CK, CL, CN, CP, CR, CS, CT, CU |
| Elverum        | Hedmark          | HB, HC, HD, HE |
| Hamar          | Hedmark          | FS, FT, FU, FV, FX, FY, FZ, HA |
| Kongsvinger    | Hedmark          | HJ, HK, H,L HN, HP, HR |
| Tynset         | Hedmark          | HF, HH |
| Fagernes       | Oppland          | JR, JS, JT |
| Gjøvik         | Oppland          | JC, JD, JE, JF, JH, JJ, JK, JL, JN, JP, KW |
| Lillehammer    | Oppland          | HS, HT, HU, HV, HX |
| Otta           | Oppland          | HZ, JA, JB |
| Drammen        | Buskerud         | KE, KF, KH, KJ, KK, KL, KN, KP, KR, KS |
| Hallingdal     | Buskerud         | KB, KC, KD |
| Kongsberg      | Buskerud         | KT, KU, KV, KX, KY |
| Hønefoss       | Buskerud         | JU, JV, JX, JY, JZ, KA |
| Horten         | Vestfold         | KZ, LA, LB, LC, LD, LE |
| Larvik         | Vestfold         | LS, LT, LU, LV, LX, LZ, NA, NB, NC |
| Sandefjord     | Vestfold         | LY, NA |
| Tønsberg       | Vestfold         | LH, LJ, LK, LL, LN, LP, LR |
| Notodden       | Telemark         | NV, NX, NY, NZ |
| Rjukan         | Telemark         | PA, PB |
| Skien          | Telemark         | ND, NE, NF, NH, NJ, NK, NL, NN, NP, NR, NT, NU |
| Arendal        | Aust-Agder       | PC, PD, PE, PF, PH, PJ, PK |
| Setesdal       | Aust-Agder       | PL, LF |
| Flekkefjord    | Vest-Agder       | RA, RB |
| Kristiansand   | Vest-Agder       | PN, PP, PR, PS, PT, PU, PV |
| Mandal         | Vest-Agder       | PX, PY, PZ, RC, RD |
| Egersund       | Rogaland         | RZ, SA, SB |
| Haugesund      | Rogaland         | SC, SD, SE, SF, SH, SJ, SK, SL |
| Stavanger      | Rogaland         | RE, RF, RH, RJ, RK, RL, RN, RP, RR, RS, RT, RU, RV, RX, RY, RW |
| Bergen         | Hordaland        | SN, SP, SR, SS, ST, SU, SV, SX, SY, SZ, TA, TB, TC, TD, TE, |
| Odda           | Hordaland        | TS, TT, TU |
| Stord          | Hordaland        | TL, TN, TP, TR |
| Voss           | Hordaland        | TF, TH, TJ, TK |
| Førde          | Sogn og Fjordane | TV, TX, TY, TZ |
| Nordfjordeid   | Sogn og Fjordane | UA, UB |
| Sogndal        | Sogn og Fjordane | UC, UD |
| Kristiansund   | Møre og Romsdal  | UX, UY, UZ, VA |
| Molde          | Møre og Romsdal  | UR, US, UT, UU, UV |
| Sunndalsøra    | Møre og Romsdal  | VB, VC |
| Ørsta          | Møre og Romsdal  | UN, UP |
| Ålesund        | Møre og Romsdal  | UE, UF, UH, UJ, UK, UL, UG, UW |
| Brekstad       | Sør-Trøndelag    | XA, XB, XC |
| Orkdal         | Sør-Trøndelag    | VX, VY, VZ |
| Støren         | Sør-Trøndelag    | VS, VT, VU, VV |
| Trondheim      | Sør-Trøndelag    | FP, VD, VE, VF, VH, VJ, VK, VL, VN, VP, VR |
| Levanger       | Nord-Trøndelag   | XK, XL |
| Namsos         | Nord-Trøndelag   | XR, XS, XT, XU |
| Steinkjer      | Nord-Trøndelag   | XD, XE, XF, XH, XJ |
| Stjørdal       | Nord-Trøndelag   | XN, XP |
| Bodø           | Nordland         | YE, YF, YH, YJ, FD |
| Fauske         | Nordland         | YK, YL |
| Mo i Rana      | Nordland         | YA, YB, YC, YD |
| Mosjøen        | Nordland         | XV, XX, XY, XZ |
| Narvik         | Nordland         | YN, YP, YR, YS |
| Sortland       | Nordland         | YU, YV, YX |
| Svolvær        | Nordland         | YT, YY |
| Finnsnes       | Troms            | ZD, ZF, ZJ |
| Harstad        | Troms            | YZ, ZA, ZB |
| Storslett      | Troms            | FK |
| Tromsø         | Troms            | ZC, ZE, ZH, ZK, ZL, FC |
| Alta           | Finnmark         | ZT, ZU, ZV, ZY, ZW |
| Hammerfest     | Finnmark         | ZX |
| Kirkenes       | Finnmark         | ZS |
| Lakselv        | Finnmark         | ZZ |
| Vadsø          | Finnmark         | FR, ZP, ZR, LE |
| Svalbard       | Svalbard         | ZN |

Los vehículos con motor eléctrico llevan las letras EL, los de motor de gas GA y los de hidrógeno HY.

## Tipos

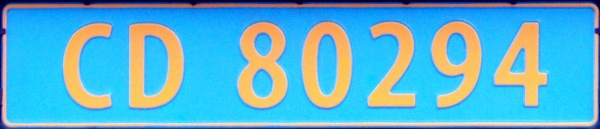
Matrícula diplomática.

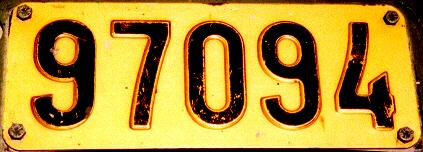
Matrícula militar.

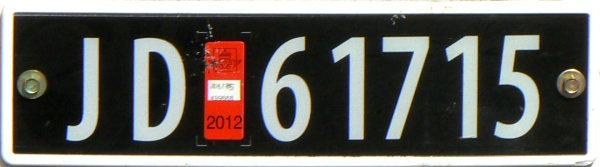
Matrícula de un coche de rally.

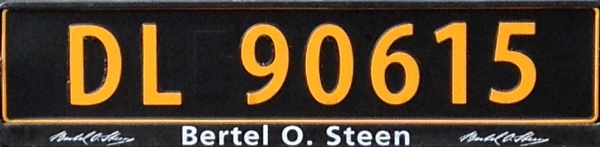
Matrícula para vehículos fuera de la vía pública.

Los vehículos diplomáticos de embajadas o del personal diplomático llevan unas placas de fondo azul y caracteres en amarillo. La numeración se compone de las letras CD seguidas de cinco cifras, donde las dos primeras identifican el estado.
Los vehículos militares llevan placas de fondo naranja con caracteres en negro. La numeración se compone de cinco cifras. También se utilizan unas con los caracteres en rojo y con las letras FMU (Forsvarsmuseet, Museo de las Fuerzas Armadas) o T-U (Test og utvikling, Prueba y Desarrollo) seguidas de tres cifras.
Los vehículos que participan en rallys automovilísticos, llevan placas de fondo negro con caracteres en blanco. Solo pueden conducir por la vía pública para asistir al acontecimiento deportivo, así como para volver. Estos vehículos están exentos del impuesto de matriculación, de ahí las restricciones de uso.
Los vehículos utilizados fuera de las vías públicas, como pueden ser recintos de puertos, aeropuertos, explotaciones mineras, motos de nieve, etc. llevan placas de fondo negro con caracteres en amarillo. Estos vehículos están exentos del impuesto de matriculación, de ahí las restricciones de uso.

## Historia

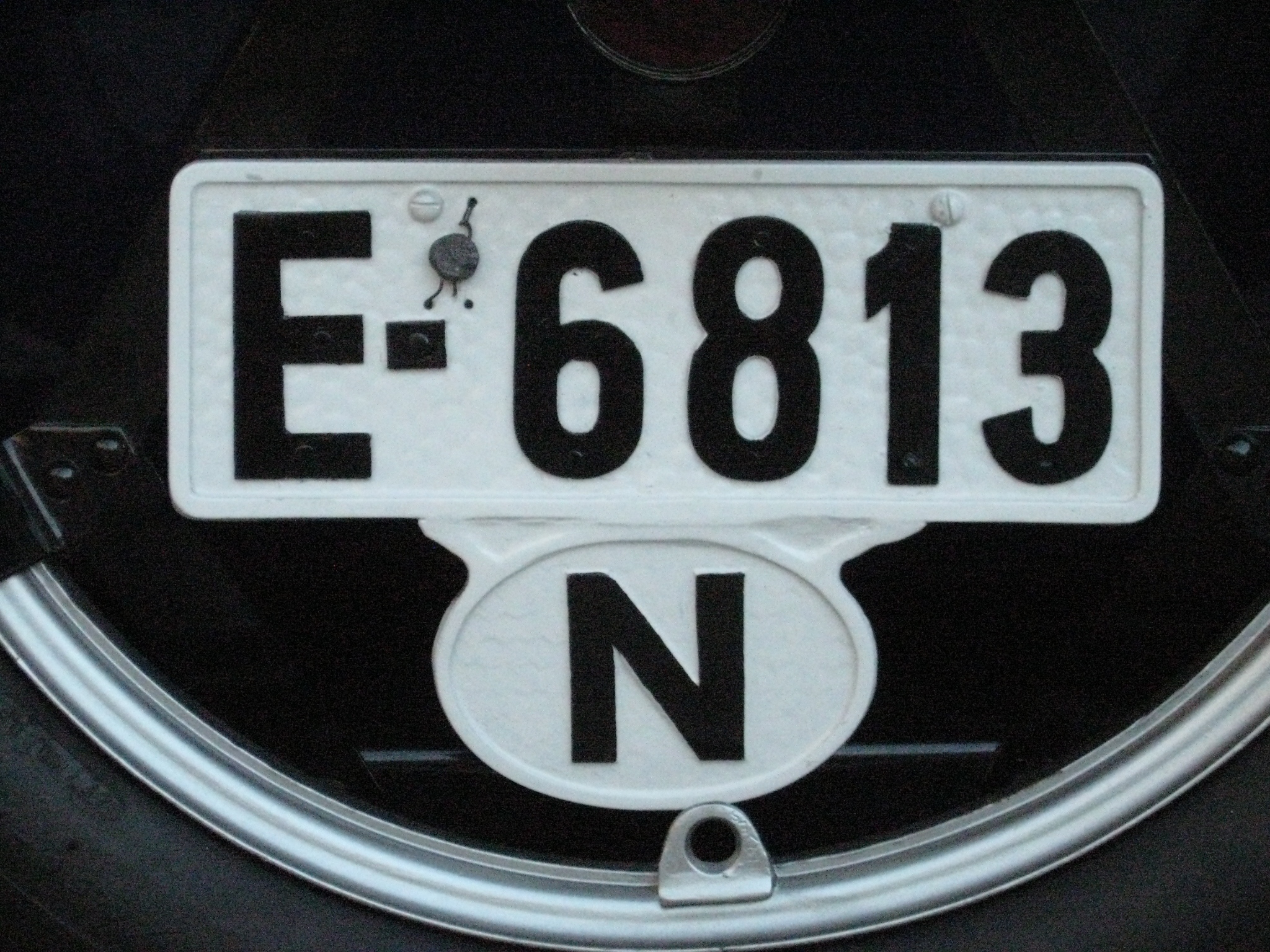
Matrícula histórica.

Desde abril de 1900 y hasta marzo de 1913 las placas de matrícula eran negras y contenían cifras y el nombre de la provincia en color blanco. Los vehículos que son de esta época pueden utilizarlas hoy en día.
Desde abril de 1913 y hasta marzo de 1971 solo se utilizó una letra para distinguir la procedencia del vehículo. A partir de 1958 se usaba en Oslo una serie adicional de seis cifras en 3 grupos. Los vehículos matriculados antes de 1971 pueden utilizar este tipo de placas. La práctica común es utilizar reproducciones de placas lo más parecidas a cuando el vehículo fue registrado.